# Titularbistum Bassiana
Bassiana ist ein Titularbistum der römisch-katholischen Kirche. 
Das antike Bistum lag in der römischen Provinz Byzacena.
| Titularbischöfe von Bassiana |                        |                                                       |                 |                  |
| Nr.                          | Name                   | Amt                                                   | von             | bis              |
| 1                            | Joseph Albertus Martin | Koadjutorbischof von Nicolet (Kanada)                 | 21. August 1950 | 8. November 1950 |
| 2                            | Biagio Musto           | Koadjutorbischof von Sora-Aquino-Pontecorvo (Italien) | 7. Februar 1951 | 19. April 1952   |
| 3                            | Walther Kampe          | Weihbischof in Limburg (Deutschland)                  | 20. Juli 1952   | 22. April 1998   |
| 4                            | Mariusz Leszczyński    | Weihbischof in Zamość-Lubaczów (Polen)                | 10. Juni 1998   |                  |